# Baby, Please Don't Go
Baby, Please Don't Go è un brano musicale di genere blues cantato per la prima volta da Big Joe Williams, pubblicato come singolo nel 1935.

## Cover
La canzone è stata reinterpretata da diversi artisti come Van Morrison, Bob Dylan, Lightnin' Hopkins, Muddy Waters, Ten Years After, Them, Budgie, Ted Nugent, Ray Charles e Aerosmith. Caterina Caselli ne fece una versione in italiano dal titolo Sono qui con voi. Fu anche il primo singolo pubblicato dagli AC/DC con Bon Scott alla voce, inserito pure nell'LP d'esordio High Voltage (versione australiana del 1975). Una cover con testo rivisitato in italiano/dialetto napoletano è stata eseguita da Edoardo Bennato nel disco del 1992 È asciuto pazzo 'o padrone, nel quale Bennato appare con lo pseudonimo Joe Sarnataro. Da aggiungere anche la versione di Gary Glitter del 1971.

### Cover degli AC/DC

#### Formazione
- Bon Scott - voce
- Angus Young - chitarra solista
- Malcolm Young - chitarra ritmica
- George Young - basso
- Peter Clack - batteria

### Cover degli Aerosmith

#### Formazione
- Steven Tyler - voce, armonica
- Joe Perry - chitarra
- Brad Whitford - chitarra
- Tom Hamilton - basso
- Joey Kramer - batteria